# 8e corps de fusiliers (1re formation)
Pour les articles homonymes, voir 8e corps d'armée.
Pour le corps de l'Armée rouge existant de 1942 à 1945, voir 8e corps de fusiliers.
Le 8e corps de fusiliers (russe : 8-й стрелковый корпус est une formation de l'Armée rouge active de 1922 en 1941.

## Historique
Le 8e corps de fusiliers est formé en 1922.
Il prend part à l'invasion soviétique de la Pologne dans le cadre de la 5e armée. Le 22 juin 1941, cette première formation faisait partie de la 26e armée du district militaire de Kiev, composée des 99e (ru) et 173e divisions de fusiliers (ru) et de la 72e division de fusiliers de montagne (en). La première formation du 8e corps est détruite au cours des trois premiers mois de l'invasion allemande et n'est plus présente sur l'ordre de bataille soviétique après août 1941.
Un nouveau 8e corps de fusiliers est formé en 1942 avec des soldats estoniens.